# Вулиця Ловецька (Львів)
Ву́лиця Лове́цька — вулиця в Залізничному районі Львова на Левандівці. Бічна вулиці Повітряної, від якої веде нумерацію будинків. Проходить паралельно до Низинної та Підлісної. Вулиця має ґрунтове покриття без хідників.
З 1931 року вулиця мала назву Бема на честь польського полководця Юзефа Захаріаша Бема. 1936 року отримала сучасну назву. Забудова: одноповерховий конструктивізм 1930-х, одноповерхова житлова забудова 2000-х років.